# The Central League
Giải Central League là 1 giải đấu bóng đá cho các đội dự bị, chủ yếu từ Football League. Đối với mục đích tài trợ, nó được mang nhãn hiệu là Final Third Development League 
Giải đấu được thành lập vào năm 1911 và trong những năm đầu của nó bao gồm các đội một và các đội dự bị. Tuy nhiên, khi Liên đoàn bóng đá thứ ba thuộc phía Bắc Football League Third Division North được thành lập năm 1921, tất cả các đội bóng đầu tiên trong Central League trở thành thành viên sáng lập.
Kể từ đó, giải đấu chỉ đội dự bị tham dự, và cuối cùng mở rộng bao gồm hầu như tất cả đội bóng chuyên nghiệp ở Trung du và miền Bắc nước Anh(các đội Miền Nam chơi trong giải kết hợp bóng đá Football Combination). Trong những năm gần đây,  FA Premier Reserve League đã được tạo ra cho các đội dự bị của các đội thuộc FA Premier League, và kể từ đó số lượng thành viên Giải Central League đã được giảm.
Từ mùa giải 2006/07, FA Premier Reserve League đã bị giới hạn các đội dự bị của các câu lạc bộ thuộc FA Premier League. Điều này có nghĩa rằng các đội dự bị của các câu lạc bộ vô địch gia nhập trở lại Central League.
Các đội không được thăng Premier Reserve League dựa trên vị trí trong giải đấu cuối cùng của họ, nhưng vào vị trí giải đấu của các đội câu lạc bộ cao cấp tương ứng "của họ. Nếu các đội cấp cao được thăng Premier League, sau đó đội dự bị được thăng Premier Reserve League và thay thế bằng đội dự bị của các đội bóng xuống hạng.
Nó được công bố vào ngày 31 tháng 12 năm 2013 rằng Central League đã giành được một thỏa thuận tài trợ với Final Thứ ba Sports Media, và sẽ được gọi là 'Final Third Development League' với hiệu lực ngay lập tức.
Ngày 11 Tháng 6 năm 2014, nó đã được tiết lộ rằng giải đấu sẽ mở rộng để trở thành một cuộc thi quốc gia bằng cách kéo theo các đội bóng ở phía nam nước Anh tham dự mùa giải 2014/15, lần đầu tiên trong lịch sử 103 năm của mình.

## Đội vô địch

### Từ năm 1911 đến nay
| 1911–12 | Lincoln City            |
| 1912–13 | Manchester United       |
| 1913–14 | Everton                 |
| 1914–15 | Huddersfield Town       |
| 1919–20 | Blackpool               |
| 1920–21 | Manchester United       |
| 1921–22 | Sheffield United        |
| 1922–23 | West Bromwich Albion    |
| 1923–24 | West Bromwich Albion    |
| 1924–25 | Huddersfield Town       |
| 1925–26 | Huddersfield Town       |
| 1926–27 | West Bromwich Albion    |
| 1927–28 | Stoke City              |
| 1928–29 | Sheffield Wednesday     |
| 1929–30 | Aston Villa             |
| 1930–31 | Huddersfield Town       |
| 1931–32 | Wolverhampton Wanderers |
| 1932–33 | West Bromwich Albion    |
| 1933–34 | West Bromwich Albion    |
| 1934–35 | West Bromwich Albion    |
| 1935–36 | Derby County            |
| 1936–37 | Leeds United            |
| 1937–38 | Everton                 |
| 1938–39 | Manchester United       |
| 1945–46 | Sheffield Wednesday     |
| 1946–47 | Manchester United       |
| 1947–48 | Newcastle United        |
| 1948–49 | Burnley                 |
| 1949–50 | Blackpool               |
| 1950–51 | Wolverhampton Wanderers |
| 1951–52 | Wolverhampton Wanderers |

| 1952–53 | Wolverhampton Wanderers |
| 1953–54 | Everton                 |
| 1954–55 | Bolton Wanderers        |
| 1955–56 | Manchester United       |
| 1956–57 | Liverpool               |
| 1957–58 | Wolverhampton Wanderers |
| 1958–59 | Wolverhampton Wanderers |
| 1959–60 | Manchester United       |
| 1960–61 | Sheffield Wednesday     |
| 1961–62 | Burnley                 |
| 1962–63 | Burnley                 |
| 1963–64 | Aston Villa             |
| 1964–65 | Blackburn Rovers        |
| 1965–66 | Sheffield United        |
| 1966–67 | Blackburn Rovers        |
| 1967–68 | Everton                 |
| 1968–69 | Liverpool               |
| 1969–70 | Liverpool               |
| 1970–71 | Liverpool               |
| 1971–72 | Derby County            |
| 1972–73 | Liverpool               |
| 1973–74 | Liverpool               |
| 1974–75 | Liverpool               |
| 1975–76 | Liverpool               |
| 1976–77 | Liverpool               |
| 1977–78 | Manchester City         |
| 1978–79 | Liverpool               |
| 1979–80 | Liverpool               |
| 1980–81 | Liverpool               |
| 1981–82 | Liverpool               |
| 1982–83 | West Bromwich Albion    |

| 1983–84  | Liverpool           |
| 1984–85  | Liverpool           |
| 1985–86  | Derby County        |
| 1986–87  | Manchester City     |
| 1987–88  | Nottingham Forest   |
| 1988–89  | Nottingham Forest   |
| 1989–90  | Liverpool           |
| 1990–91  | Sheffield Wednesday |
| 1991–92  | Nottingham Forest   |
| 1992–93  | Aston Villa         |
| 1993–94  | Manchester United   |
| 1994–95  | Bolton Wanderers    |
| 1995–96  | Manchester United   |
| 1996–97  | Manchester United   |
| 1997–98  | Leeds United        |
| 1998–99  | Sunderland          |
| 1999–00  | Manchester City     |
| 2000–01  | Tranmere Rovers     |
| 2001–02  | Preston North End   |
| 2002–03  | Sheffield United    |
| 2003–04  | Stoke City          |
| 2004–05  | Hull City           |
| 2005–06+ | Doncaster Rovers    |
| 2006-07+ | Nottingham Forest   |
| 2007-08+ | Manchester City     |
| 2008-09^ | Shrewsbury Town     |
| 2009-10^ | Wrexham             |
| 2010-11^ | Preston North End   |
| 2011-12^ | Middlesbrough       |
| 2012-13~ | Shrewsbury Town     |
| 2013-14~ | Hull City           |

+ - Ba đội vô địch, chiến thắng chung quyết định sau khi một loạt các trận play-off.
^ - Ba đội vô đich, chiến thắng chung cuộc là đội có điểm tốt nhất tại giải.
~ - Hai đội vô địch, chiến thắng chung cuộc là đội có điểm tốt nháttại giải.

### Bảng xếp hạng các đội vô địch
| P  | Câu lạc bộ              | Số lần vô địch |
| -- | ----------------------- | -------------- |
| 1  | Liverpool               | 16             |
| 2  | Manchester United       | 9              |
| 3  | West Bromwich Albion    | 7              |
| 4  | Wolverhampton Wanderers | 6              |
| 5  | Derby County            | 4              |
|    | Everton                 | 4              |
|    | Huddersfield Town       | 4              |
|    | Nottingham Forest       | 4              |
|    | Sheffield Wednesday     | 4              |
| 10 | Aston Villa             | 3              |
|    | Burnley                 | 3              |
|    | Manchester City         | 4              |
|    | Sheffield United        | 3              |
| 14 | Blackburn Rovers        | 2              |
|    | Blackpool               | 2              |
|    | Bolton Wanderers        | 2              |
|    | Leeds United            | 2              |
|    | Preston North End       | 2              |
|    | Stoke City              | 2              |
|    | Hull City               | 2              |
|    | Shrewsbury Town         | 2              |
| 20 | Doncaster Rovers        | 1              |
|    | Lincoln City            | 1              |
|    | Middlesbrough           | 1              |
|    | Newcastle United        | 1              |
|    | Sunderland              | 1              |
|    | Tranmere Rovers         | 1              |
|    | Wrexham                 | 1              |

## Central League Cup
Từ năm 1996 các giải đấu cũng đã hoạt động một cuộc cạnh tranh cup – giải Central League Cup.

### Đội vô địch
| Mùa giải | Đội vô địch         |
| -------- | ------------------- |
| 1996–97  | Stoke City          |
| 1997–98  | Sheffield United    |
| 1998–99  | Tranmere Rovers     |
| 1999–00  |                     |
| 2000–01  | Sheffield United    |
| 2001–02  | Doncaster Rovers    |
| 2002–03  | Hull City           |
| 2003–04  | Sheffield Wednesday |
| 2004–05  | Manchester United   |
| 2005–06  | Shrewsbury Town     |
| 2006–07  | Lincoln City        |
| 2007–08  | Morecambe           |
| 2008–09  | Sunderland          |
| 2009–10  | Leicester City      |
| 2010–11  | Sunderland          |
| 2011–12  |                     |
| 2012–13  | Gateshead           |
| 2013-14  | Wigan Athletic      |